# Nicsara solomona
Nicsara solomona är en insektsart som beskrevs av Willemse, C. 1953. Nicsara solomona ingår i släktet Nicsara och familjen vårtbitare. Inga underarter finns listade i Catalogue of Life.